# Alphonse Dain
Pour les articles homonymes, voir Dain (homonymie).
Marie-Alphonse Dain (plus connu sous le nom d'Alphonse Dain) est un helléniste et byzantiniste français, né le 3 avril 1896 à Chavignon (Aisne) et mort le 10 juillet 1964 à Paris.

## Carrière
Ayant servi dans l'aviation pendant la Première Guerre mondiale, ce qui lui valut la croix de guerre, il en vit ses études retardées. Élève d'Alexandre Marie Desrousseaux, de Paul Mazon et d'Émile Bourguet, d'Edmond Pottier à l'École du Louvre (1922/1924), il fut agrégé de lettres en 1926. Assistant de grec (1922), puis professeur de lettres grecques (1938) et doyen de la Faculté des Lettres (1954/1964) de l'Institut catholique de Paris. Maître de conférences (1932) et directeur d'études (1942) de paléographie grecque à l'École pratique des hautes études, il fut docteur ès lettres en 1946, sa thèse étant son étude sur l'histoire du texte d'Élien le Tacticien. Pendant la Seconde Guerre mondiale, il participa activement à la Résistance, ce qui lui valut la médaille des Résistants français. Il fut officier de la Légion d'honneur à titre militaire.
Membre depuis sa jeunesse de l'Association des Études grecques et de la Société des Études latines, il fit partie du bureau de ces sociétés et les présida en 1949 et 1956. Il adhéra également à l'Association Guillaume Budé, dont il fut secrétaire, puis vice-président, et directeur de la Collection des Universités de France de 1954 à 1964) ; il y imposa une approche scientifique plus rigoureuse dans le travail d'édition des textes (collation et classement des manuscrits, rédaction d'un apparat critique complet), qui en fit une collection de référence. Il fut secrétaire exécutif de l'Association internationale des études byzantines de 1949 à 1962. Par ailleurs directeur du Catalogue des manuscrits grecs de la Bibliothèque nationale de France et membre du Conseil supérieur de l'Éducation nationale (nommé par le ministre), il fut élu membre libre résidant (21 décembre 1962, nommé le 31 janvier 1963) de l'Académie des inscriptions et belles-lettres.
Il s'est imposé notamment par ses travaux en paléographie et codicologie, étant considéré comme l'un des créateurs en France de cette dernière science (et peut-être du mot même). Il s'est particulièrement consacré aux textes des écrivains militaires grecs et aux textes juridiques byzantins. Il a également publié des manuels de langue et de métrique grecques.

## Publications
- Les manuscrits d'Onésandros (1930) ;
- Inscriptions grecques du Musée du Louvre. Les textes inédits (1933) ;
- La tradition du texte d'Héron de Byzance (1933) ;
- Leonis VI Sapientis Problemata (1935) ;
- Inscriptions grecques du musée du Bardo (1936) ;
- La « Tactique » de Nicéphore Ouranos (1937) ;
- Sylloge Tacticorum quæ olim « inedita Leonis tactica » dicebatur (1938) ;
- Anthologie grecque, vol. 4 et 7 (1938, 1957) (en collaboration avec P. Waltz, A.-M. Desrousseaux et G. Soury) ;
- Le « Corpus perditum »[1] (1939) ;
- La collection florentine des tacticiens grecs (1940) ;
- Leçon sur la stylistique grecque (1941) ;
- L'« Extrait tactique » tiré de Léon VI le Sage (1942) ;
- Naumachica, partim adhuc inedita (1943) ;
- Les « Novelles » de Léon VI le Sage (1944) (en collaboration avec P. Noailles) ;
- Leçon sur la métrique grecque (1944) ;
- Histoire du texte d'Élien le Tacticien, des origines à la fin du Moyen Âge (1946) (thèse de doctorat) ;
- Les manuscrits (1949) (où apparaît le mot « codicologie ») ;
- Les types de phrase en grec (1952) ;
- Grammaire grecque (1952) (en collaboration avec J. de Foucault et P. Poulain) ;
- Le « Philétæros » attribué à Hérodien (1954) ;
- Tragédies de Sophocle, I : Les Trachiniennes. Antigone (1955) ; II : Ajax. Œdipe Roi. Électre (1958) ; III : Philoctète. Œdipe à Colone (1960) ;
- Précis de morphologie grecque (1957) (en collaboration avec J. de Foucault et P. Poulain) ;
- Traité de métrique grecque (posthume, 1965) ;
- Le « Poliorcétique » d'Énée le Tacticien (posthume, 1967).